# Piranha Muzik

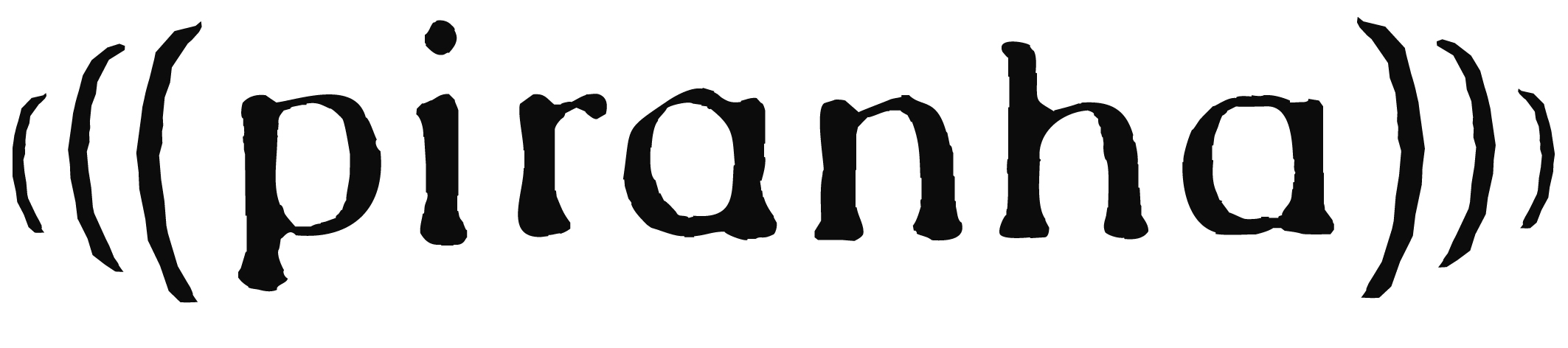
Logo

Piranha Records, (nom précédent "Piranha Musik"), est un label indépendant créé en 1987. Il commercialise un répertoire qui va du traditionnel à la fusion, du classique au hip-hop et à l'électro, et une aire géographique qui va du Zimbabwe au village roumain excentrique Zece Prajini.

## Historique
C'est dans les années 1970 que son fondateur, Christoph Borkowsky), à la suite d'un voyage d'étude en Afrique réalise que les musiques permettent d'entretenir sa santé mentale. Il commence alors à organiser des festivals, le premier étant un concert de punk en 1979 au profit des réfugiés Afghans. Le succès pose les bases de son entreprise : en 1987 le label est fondé, avec comme slogan « Swimming among the sharks of the music industry since 1987 », et en 1988 Heimatklänge commence : une série d'événements annuels, qui perdure jusqu'en 2006. La maison de disques Piranha naît en même temps.

## Quelques artistes
- Stella Chiweshe (Zimbabwe)
- Boban i Marko Marković Orkestar (Serbie)
- Bonga Kuenda (Angola)
- Fanfare Ciocarlia (Roumanie)
- Fermin Muguruza (Pays basque)
- Gino Sitson (Cameroun)
- The Klezmatics (USA)
- Robert Pešut Magnifico (Slovenie)
- Maurice El Médioni (Algérie)
- Watcha Clan (France)
- Darko Rundek (Croatie)